# Negeta albescens
Negeta albescens är en fjärilsart som beskrevs av Moore 1882. Negeta albescens ingår i släktet Negeta och familjen trågspinnare. Inga underarter finns listade i Catalogue of Life.